# Wybory parlamentarne we Włoszech w 1996 roku

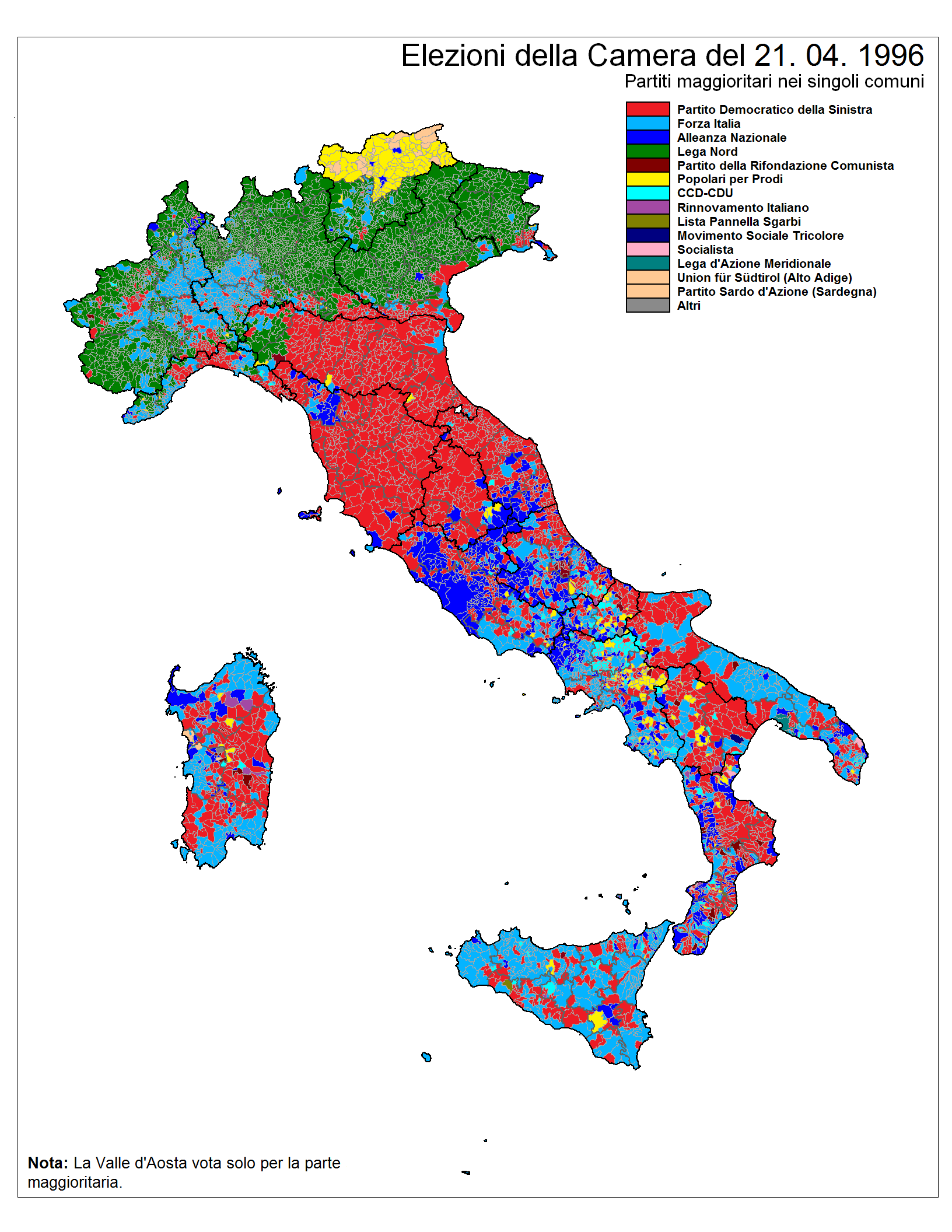
Partie z największą liczbą głosów w poszczególnych gminach

Wybory parlamentarne we Włoszech w 1996 roku odbyły się 21 kwietnia 1996. W ich wyniku wybrano członków Izby Deputowanych i Senatu XIII kadencji. Były to wybory przedterminowe, przeprowadzone dwa lata po również przedterminowych wyborach do parlamentu XII kadencji.

## Tło wyborów
Potrzeba kolejnych wyborów wynikała z rozpadu koalicji tworzącej rząd Silvia Berlusconiego i niemożności wyłonienia stabilnej większości. Wybory zakończyły się zwycięstwem lewicy skupionej wokół Drzewa Oliwnego, która większość w parlamencie uzyskała dzięki współpracy z komunistami.
Ordynacja wyborcza do obu izb przewidywała wybory mieszane. W okręgach jednomandatowych wybierano 475 posłów i 232 senatorów. 155 członków Izby Deputowanych i 83 członków Senatu zostało wyłonionych proporcjonalnie. Przed wyborami ponownie zorganizowały się dwa bloki centroprawicy i centrolewicy, które wystawiły wspólne listy w wyborach senackich oraz w wyborach większościowych do niższej izby parlamentu.
Centrolewicowe Drzewo Oliwne (Ulivo), na czele którego stanął Romano Prodi, utworzyły postkomunistyczna Demokratyczna Partia Lewicy, koalicja Ludowcy na rzecz Prodiego (głównie Włoska Partia Ludowa, poza tym Włoska Partia Republikańska, Unia Demokratyczna, lista popierana przez SVP), Odnowienie Włoskie i Federacja Zielonych.
Centroprawicowy Biegun na rzecz Wolności (Polo per le Libertà), kierowany przez Silvia Berlusconiego, powołały Forza Italia, Sojusz Narodowy, a także koalicja partii chadeckich (Centrum Chrześcijańsko-Demokratyczne i Zjednoczeni Chrześcijańscy Demokraci).
Samodzielnie wystartowały m.in. skrajnie lewicowe Odrodzenie Komunistyczne (wystawiające listy pod nazwą Postępowcy i posiadające pakt o współpracy z lewicą), Liga Północna, a także środowisko radykałów skupione wokół Marca Pannelli.
Parlament przetrwał całą pięcioletnią kadencję, w trakcie której centrolewica współtworzyła cztery kolejne rządy.

## Wyniki

### Wybory do Izby Deputowanych XIII kadencji
Kwota proporcjonalna
| Lista wyborcza              | Głosy      | %     | Miejsca |
| --------------------------- | ---------- | ----- | ------- |
| Demokratyczna Partia Lewicy | 7 894 118  | 21,06 | 26      |
| Forza Italia                | 7 712 149  | 20,57 | 37      |
| Sojusz Narodowy             | 5 870 491  | 15,66 | 28      |
| Liga Północna               | 3 776 354  | 10,07 | 20      |
| Odrodzenie Komunistyczne    | 3 213 748  | 8,57  | 20      |
| Ludowcy na rzecz Prodiego   | 2 554 072  | 6,81  | 4       |
| CCD-CDU                     | 2 189 563  | 5,84  | 12      |
| Odnowienie Włoskie          | 1 627 380  | 4,34  | 8       |
| Federacja Zielonych         | 938 665    | 2,50  | –       |
| Lista Pannelli              | 702 988    | 1,88  | –       |
| Trójkolorowy Płomień        | 339 351    | 0,91  | –       |
| Partia Socjalistyczna       | 149 441    | 0,40  | –       |
| Pozostali                   | 516 078    | 1,38  | –       |
| Razem                       | 37 484 398 |       | 155     |

Okręgi jednomandatowe
| Lista wyborcza           | Głosy      | %     | Miejsca |
| ------------------------ | ---------- | ----- | ------- |
| Drzewo Oliwne            | 15 725 655 | 42,16 | 247     |
| Biegun na rzecz Wolności | 15 027 030 | 40,29 | 169     |
| Liga Północna            | 4 038 239  | 10,83 | 39      |
| Postępowcy               | 982 505    | 2,63  | 15      |
| Trójkolorowy Płomień     | 624 558    | 1,67  | –       |
| SVP                      | 156 708    | 0,42  | 3       |
| Pozostali                | 740 414    | 2     | 2       |
| Razem                    | 37 295 109 | 100   | 475     |

### Senat XIII kadencji
| Lista wyborcza           | Głosy      | %     | Jednomandatowe | Proporcjonalne | Razem |
| ------------------------ | ---------- | ----- | -------------- | -------------- | ----- |
| Drzewo Oliwne            | 13 444 978 | 41,21 | 134            | 23             | 157   |
| Biegun na rzecz Wolności | 12 185 020 | 37,35 | 67             | 49             | 116   |
| Liga Północna            | 3 394 733  | 10,41 | 18             | 9              | 27    |
| Postępowcy               | 934 974    | 2,87  | 10             | –              | 10    |
| Trójkolorowy Płomień     | 747 487    | 2,29  | –              | 1              | 1     |
| Lista Pannelli           | 509 826    | 1,56  | –              | 1              | 1     |
| Partia Socjalistyczna    | 286 426    | 0,88  | –              | –              | –     |
| SVP                      | 178 425    | 0,55  | 2              | –              | 2     |
| Na rzecz Vallée d'Aoste  | 29 538     | 0,1   | 1              | –              | 1     |
| Razem                    | 32 624 584 |       | 232            | 83             | 315   |

## Podział miejsc pomiędzy partie
| Lista                            | Izba Deputowanych | Senat |
| -------------------------------- | ----------------- | ----- |
| Demokratyczna Partia Lewicy      | 172               | 98    |
| Ludowcy na rzecz Prodiego        | 69                | 29    |
| Odnowienie Włoskie               | 26                | 11    |
| Federacja Zielonych              | 14                | 14    |
| Niezależni                       | 4                 | 5     |
| Drzewo Oliwne łącznie            | 285               | 157   |
| Forza Italia                     | 123               | 48    |
| Alleanza Nazionale               | 93                | 43    |
| CCD-CDU                          | 30                | 25    |
| Biegun na rzecz Wolności łącznie | 246               | 116   |
| Liga Północna                    | 59                | 27    |
| Odrodzenie Komunistyczne         | 35                | 10    |
| SVP                              | 3                 | 2     |
| Na rzecz Valléé d'Aoste          | 1                 | 1     |
| Liga Akcji Południowej           | 1                 | –     |
| Trójkolorowy Płomień             | –                 | 1     |
| Lista Pannelli                   | –                 | 1     |
| Razem                            | 630               | 315   |